# Emmanuel Signoret
Pour les articles homonymes, voir Signoret.
Emmanuel Signoret, né à Lançon-Provence (Bouches-du-Rhône) le 14 mars 1872 et décédé le 20 décembre 1900 à Cannes, inhumé au cimetière du Grand Jas (Cannes), est un poète et critique d'art français.

## Biographie
Il fait ses études à Aix-en-Provence, avant de voyager quelques années en Italie. Il s'établit ensuite à Paris, où il fréquente la plupart des cercles littéraires et participe à des revues. Profondément idéaliste, fermement convaincu de son génie, il ne supporte guère la critique. Il fonde en janvier 1890 la revue Le Saint-Graal, qu'il rédigera seul jusqu'à sa mort. Il publie plusieurs recueils de poésie. La Souffrance des eaux est couronnée par l'Académie française en 1899. Atteint de tuberculose, il se rend en 1896 à Puget-Théniers où il rencontre Eugénie Toesca. Il l'épouse en 1897 et ils s'établissent à Cannes où ils auront trois enfants. Il meurt dans le dénuement en 1900, à l'âge de vingt-huit ans. 

## Hommages
À Cannes une rue porte son nom.

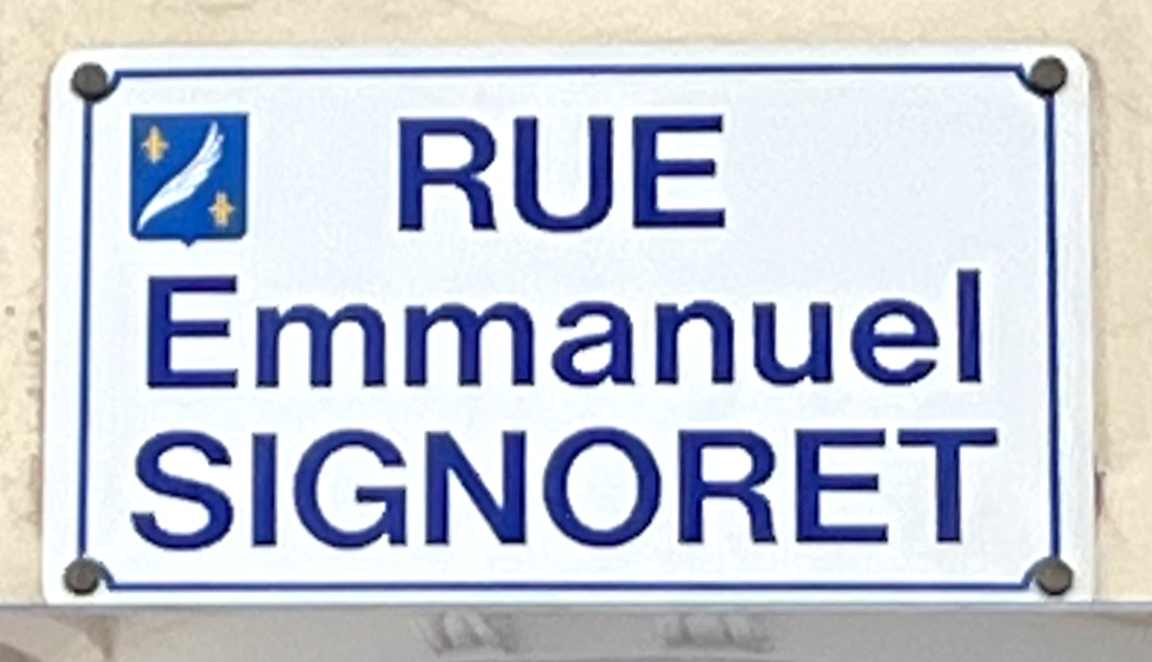
Rue Emmanuel-Signoret à Cannes.

André Gide est l'un de ses défenseurs et préface le recueil complet, posthume, de ses œuvres ; il consacre quatorze pages de son Anthologie de la poésie française (1949) à une douzaine de ses poèmes, dont le plus long était La Fontaine des Muses. 
Son fils, Emmanuel Signoret fils, fut également poète.

## Œuvres
- Le Livre de l’amitié, poèmes en vers et en prose (1891) Gallica
- Daphné, poèmes (1894) Gallica
- Vers dorés (1896) Google Books
- La Souffrance des eaux (1899)
- Le Tombeau de Stéphane Mallarmé (1899)
- Le Premier Livre des élégies (1900)
- Poésies complètes — Vers Dorés — Daphné — La Souffrance des eaux — Douze poèmes — Tombeau dressé à Stéphane Mallarmé — Le premier livre des élégies, préface par André Gide (Mercure de France, 1908).